# Остров (Ляховичский район)
Остров (бел. Востраў) — агрогородок в Ляховичском районе Брестской области Беларуси. Административный центр Островского сельсовета. Население — 474 человека (2019).

## География
Остров находится в юго-западной части Ляховичского района неподалёку от границы с Барановичским районом в 26 км к юго-западу от города Ляховичи и в 28 км к югу от центра города Барановичи. Деревня стоит на правом берегу реки Мышанка. Через деревню проходит автодорога Барановичи — Туховичи, ещё одна дорога ведёт в соседнюю деревню Стрельцы.

## Культура
- Музей ГУО "Островская средняя школа"

## Достопримечательности
- Православная церковь св. Петра и Павла. Деревянная церковь, построена в 1910 году.
- Бывшая усадьба Потоцких. Усадебный дом не сохранился, сохранились лишь фрагменты винокурни и ледовни.
- Братская могила 13 советских воинов и партизан. В 1957 году установлен обелиск[2].

## Галерея

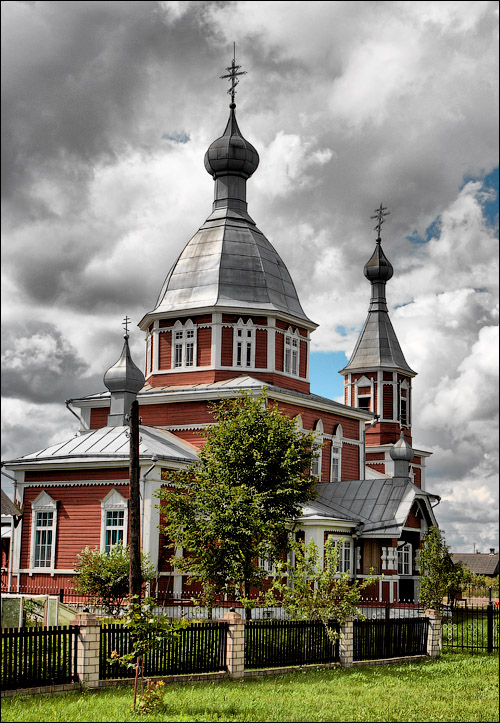